# 双溪乡 (安康市)
双溪乡是中国陕西省安康市汉滨区下辖的一个乡。

## 行政区划
双溪乡下辖以下行政区：
大坪村、洛河村、慢坡村、先锋村、周沟村、兴红村、伍河村、同心村、晏沟村、赵沟村、张沟村、郭沟村、全心村、广培村、漆树垭村